# 太陽守增一
大熊座60，又名BD+47 1894，HD 101133、SAO 43839、HR 4480，是大熊座的一颗恒星，视星等为6.1，位于銀經154.16，銀緯65.63，其B1900.0坐标为赤經11h 33m 11.4s，赤緯+47° 65.63′ 20″。